# Ailo - Un'avventura tra i ghiacci
Ailo - Un'avventura tra i ghiacci (Aïlo - Une odyssée en Laponie) è un film del 2018 diretto da Guillaume Maidatchevsky.

## Trama
La storia di Ailo, un cucciolo di renna che in Lapponia dovrà affrontare le sfide della tundra, durante il suo primo anno di vita. Un percorso alla scoperta di strepitosi paesaggi immersi nella natura incontaminata in cui vivono stupendi animali selvatici.

## Distribuzione
Il film è stato distribuito nelle sale cinematografiche italiane a partire dal 14 novembre 2019.